# Comores aux Jeux olympiques
Les Comores participent aux Jeux olympiques depuis 1996. Aucun sportif comorien n'a par contre été aligné lors des Jeux olympiques d'hiver.
Aucune médaille n'a été remportée par le pays depuis sa première participation.
Le Comité Olympique et Sportif des Îles Comores est créé en 1979 et reconnu par le Comité international olympique en 1993.

## Porte-drapeau comorien
| Jeux         | Porte-drapeau                 | Sport                   |
| ------------ | ----------------------------- | ----------------------- |
| Atlanta 1996 | Faissoil Bendaoud             | Athlétisme (entraîneur) |
| Sydney 2000  | Shareef Mohammed              |                         |
| Athènes 2004 | Hadhari Djaffar               | Athlétisme              |
| Pékin 2008   | Feta Ahamada                  | Athlétisme              |
| Londres 2012 | Feta Ahamada                  | Athlétisme              |
| Rio 2016     | Nazlati Mohamed Andhumdine    | Natation                |
| Tokyo 2020   | Fadane Hamadi Amed Elna       | Athlétisme Athlétisme   |
| Paris 2024   | Hachim Maaroufou Maesha Saadi | Athlétisme Natation     |